# Медведев, Илья Петрович
Илья Петрович Медведев (16 июня 1912, Степановка, Тульская губерния — 1945) — старший сержант Рабоче-крестьянской Красной Армии, участник Великой Отечественной войны, Герой Советского Союза (1945).

## Биография
Илья Медведев родился 16 июня 1912 года в деревне Степановка (ныне — Богородицкий район Тульской области).
После окончания начальной школы работал сначала в совхозе, затем на молокозаводе.
В 1941 году Медведев был призван на службу в Рабоче-крестьянскую Красную Армию. С того же года — на фронтах Великой Отечественной войны.
К сентябрю 1944 года старший сержант Илья Медведев был помощником командира взвода пешей разведки 616-го стрелкового полка 194-й стрелковой дивизии 48-й армии 1-го Белорусского фронта. Отличился во время освобождения Польши.
В ночь с 4 на 5 сентября 1944 года взвод Медведева успешно переправился через Нарев в районе деревни Гронды к югу от города Ружан. 14 сентября разведгруппа, возглавляемая Медведевым, пробралась во вражеский тыл и атаковала противника. В том бою Медведев лично уничтожил 2 огневые точки и захватил пленного.
В феврале 1945 года Медведев пропал без вести.
Указом Президиума Верховного Совета СССР от 24 марта 1945 года старший сержант Илья Медведев посмертно был удостоен высокого звания Героя Советского Союза. Также был награждён орденами Ленина, Красного Знамени и Красной Звезды, рядом медалей.